# First Harvest: The Best of Alphaville 1984-1992
First Harvest: The Best of Alphaville 1984-1992 es un recopilatorio que recorre la discografía musical de Alphaville desde su primer álbum, hasta 1992. En él podemos descubrir retoques en temas como A Victory Of Love o en Sound Like A Melody.

## Lista de canciones
- Big In Japan
- Sound Like A Melody
- Sensations
- The Mysteries of Love
- Lassie Come Home
- Jerusalem
- Dance With Me
- For A Million
- A Victory Of Love
- The Jet Set
- Red Rose
- Romeos
- Summer Rain
- Forever Young
- Big In Japan [Remix]

- Datos: Q3496323